# 義村御殿
義村御殿（よしむらうどぅん）は、尚穆王の三男・尚周、義村王子朝宜を元祖とする琉球王族。第二尚氏の分家で、代々東風平間切（現・八重瀬町東風平地区）の按司地頭をつとめた琉球王国の大名。
1世朝宜は、最初勝連間切の按司地頭に任じられて勝連の家名を名乗っていたが、「勝」の字が禁字となったため義村に改称した。東風平間切の按司地頭に転任して以降もそのまま義村を称した。朝宜は尚温王の摂政をつとめた。2世・朝顕は沖縄三十六歌仙の一人で歌人として名高い。
義村御殿は、跡継ぎがいないため度々養子を迎えて廃藩置県まで家系を維持した。3世朝明は、廃藩置県に反対する頑固党で、清国に亡命して独立運動を展開したが当地で客死した。

## 系譜
- 1世 尚周・義村王子朝宜
- 2世 向成顕・義村按司朝睦
- 2世 尚天保・義村王子朝顕
- 3世 尚謙・義村王子朝章（尚灝王六男）
- 3世 向志礼・義村按司朝明（奥武親方朝昇五男）
- 4世 向明良・小城按司（義村）朝真
- 4世 向明徳・義村朝義